# پادشاه تپه (فیلم)
«پادشاه تپه» (انگلیسی: King of the Hill (film)) فیلمی در ژانر درام به کارگردانی استیون سودربرگ است که در سال ۱۹۹۳ منتشر شد.

## خلاصه داستان
قهرمان فیلم پسر کوچکی است که مادرش به آسایشگاه روانی فرستاده‌شده و پدرش مجبور به دوره‌گردی و فروشندگی شده‌است. او در یک هتل سطح پایین پناه می‌گیرد. داستان بر روی رابطه او با دیگران و تلاشش برای زندگی تمرکز دارد…

## بازیگران
- جس بردفورد
- جروئن کرابا
- لیسا آیشهورن
- کارن آلن
- اسپالدینگ گری
- الیزابت مک‌گاورن
- آدرین برودی
- آمبر بنسون
- کاترین هیگل
- لارین هیل